# Melolontha incana
Melolontha incana är en skalbaggsart som beskrevs av Victor Ivanovitsch Motschulsky 1853. Melolontha incana ingår i släktet Melolontha och familjen Melolonthidae. Inga underarter finns listade i Catalogue of Life.